# Korisliiga 2023-24
La temporada 2023-2024 de la Korisliiga fue la edición número 84 de la Korisliiga, el primer nivel de baloncesto en Finlandia. La temporada regular cuádruple comenzó el 29 de septiembre de 2023 y las finales se disputaron en mayo de 2024. El campeón fue el BC Nokia, que lograba así su primer título.

## Formato
Los doce equipos jugaron dos veces contra cada uno de los otros equipos por un total de 22 partidos. Luego la liga se divide en dos grupos (uno con los primeros 6 equipos y el otro con los últimos 6 equipos) y cada equipo juega dos partidos contra cada uno de los equipos del mismo grupo (para un total de 10 partidos). Los seis equipos del primer grupo y los dos mejores del segundo grupo se unirían a los playoffs. El último equipo descenderá directamente.

## Equipos
El Tapiolan Honka descendió la temporada anterior, y su puesto fue ocupado por el Bisons Loimaa, campeón de la Divisioona IA.
| Equipo            | Ciudad       | Pabellón                   |
| ----------------- | ------------ | -------------------------- |
| Helsinki Seagulls | Helsinki     | Töölö Sports Hall          |
| Kataja            | Joensuu      | LähiTapiola Areena         |
| Karhu             | Kauhajoki    | Kauhajoen Yhteiskoulu      |
| Kobrat            | Lapua        | Lapuan Urheilutalo         |
| Korihait          | Uusikaupunki | Pohitullin Sports Hall     |
| Kouvot            | Kouvola      | Mansikka-Ahon Urheiluhalli |
| KTP               | Kotka        | Steveco-Areena             |
| Lahti             | Lahti        | Energia Areena             |
| Nokia             | Nokia        | Nokian Palloiluhalli       |
| Pyrintö           | Tampere      | Pyynikin Palloiluhalli     |
| Salon Vilpas      | Salo         | Salohalli                  |
| Bisons Loimaa     | Loimaa       | Loimaan liikuntahalli      |

## Temporada regular

### Clasificación
|                                              | Equipo            | Pts | J  | G  | P  | PF   | PC   | DP   |
| -------------------------------------------- | ----------------- | --- | -- | -- | -- | ---- | ---- | ---- |
| 1                                            | Helsinki Seagulls | 34  | 22 | 17 | 5  | 2044 | 1780 | 264  |
| 2                                            | Nokia             | 34  | 22 | 17 | 5  | 1999 | 1851 | 148  |
| 3                                            | Kataja            | 28  | 22 | 14 | 8  | 1862 | 1810 | 52   |
| 4                                            | Salon Vilpas      | 26  | 22 | 13 | 9  | 1944 | 1871 | 73   |
| 5                                            | Uusikaupunki      | 24  | 22 | 12 | 10 | 1996 | 1987 | 9    |
| 6                                            | Lahti             | 24  | 22 | 12 | 10 | 1932 | 1791 | 141  |
| 7                                            | Kouvot            | 24  | 22 | 12 | 10 | 1999 | 1929 | 70   |
| 8                                            | Kobrat            | 20  | 22 | 10 | 12 | 1781 | 1792 | -11  |
| 9                                            | KTP               | 18  | 22 | 9  | 13 | 1846 | 1936 | -90  |
| 10                                           | Pyrintö           | 16  | 22 | 8  | 14 | 1785 | 1895 | -110 |
| 11                                           | Bisons Loimaa     | 8   | 22 | 4  | 18 | 1814 | 2013 | -199 |
| 12                                           | Lahti             | 8   | 22 | 4  | 18 | 1899 | 2246 | -347 |
| Fuente: Korisliiga; actualización automática |                   |     |    |    |    |      |      |      |

### Resultados
| Local \ Visitante | BIS    | HEL     | KAT    | KAU     | KOB     | KOR     | KOU     | KTP    | LAH     | NOK     | PYR    | VIL    |
| ----------------- | ------ | ------- | ------ | ------- | ------- | ------- | ------- | ------ | ------- | ------- | ------ | ------ |
| Bisons Loimaa     | —      | 73–89   | 85–95  | 85–80   | 76–88   | 83–86   | 95–98   | 87–93  | 106–88  | 89–94   | 77–96  | 79–90  |
| Helsinki Seagulls | 91–71  | —       | 92–75  | 93–87   | 88–64   | 112–74  | 68–82   | 101–88 | 105–74  | 106–77  | 109–91 | 100–91 |
| Joensuun Kataja   | 88–86  | 90–79   | —      | 78–73   | 79–76   | 96–92   | 105–85  | 76–77  | 110–68  | 81–85   | 77–71  | 81–92  |
| Karhu Basket      | 89–69  | 75–76   | 88–80  | —       | 100–103 | 111–116 | 94–90   | 106–65 | 106–59  | 67–80   | 84–66  | 79–89  |
| Kobra-Basket      | 100–69 | 78–84   | 69–88  | 77–68   | —       | 78–73   | 99–86   | 79–83  | 102–87  | 68–76   | 83–66  | 66–76  |
| UU-Korihait       | 102–96 | 99–93   | 74–89  | 86–81   | 109–94  | —       | 88–76   | 101–89 | 101–109 | 91–97   | 84–74  | 81–72  |
| Kouvot Basket     | 101–77 | 76–105  | 84–69  | 79–88   | 83–73   | 87–83   | —       | 98–86  | 112–71  | 114–110 | 74–80  | 95–82  |
| KTP-Basket        | 75–77  | 84–79   | 67–68  | 71–94   | 74–65   | 90–96   | 98–80   | —      | 104–103 | 93–98   | 84–60  | 89–97  |
| Lahti             | 88–101 | 108–116 | 96–103 | 77–89   | 88–83   | 87–104  | 97–112  | 92–88  | —       | 70–99   | 93–89  | 80–103 |
| BC Nokia          | 102–82 | 91–82   | 123–80 | 84–91   | 74–91   | 90–84   | 75–70   | 100–94 | 98–82   | —       | 83–63  | 84–90  |
| Pyrintö           | 80–78  | 59–88   | 68–79  | 109–100 | 75–88   | 88–83   | 84–107  | 92–66  | 112–83  | 84–91   | —      | 83–92  |
| Salon Vilpas      | 100–73 | 73–88   | 80–75  | 69–72   | 90–67   | 95–89   | 112–110 | 87–88  | 103–99  | 79–88   | 92–95  | —      |

## Grupo Superior

### Clasificación
|                                              | Equipo            | Pts | J  | G  | P  | PF   | PC   | DP  |
| -------------------------------------------- | ----------------- | --- | -- | -- | -- | ---- | ---- | --- |
| 1                                            | Helsinki Seagulls | 48  | 32 | 24 | 8  | 2920 | 2566 | 354 |
| 2                                            | Nokia             | 40  | 32 | 20 | 12 | 2816 | 2720 | 96  |
| 3                                            | Uusikaupunki      | 38  | 32 | 19 | 13 | 2799 | 2780 | 19  |
| 4                                            | Salon Vilpas      | 36  | 32 | 18 | 14 | 2754 | 2679 | 75  |
| 5                                            | Lahti             | 34  | 32 | 17 | 15 | 2736 | 2591 | 145 |
| 6                                            | Kataja            | 34  | 32 | 17 | 15 | 2654 | 2656 | -2  |
| Fuente: Korisliiga; actualización automática |                   |     |    |    |    |      |      |     |

### Resultados
| Local \ Visitante | HEL   | KAT   | KAU    | KOR    | NOK   | VIL   |
| ----------------- | ----- | ----- | ------ | ------ | ----- | ----- |
| Helsinki Seagulls | —     | 97–69 | 104–84 | 100–64 | 93–78 | 79–91 |
| Joensuun Kataja   | 77–87 | —     | 84–92  | 81–77  | 81–73 | 84–90 |
| Karhu Basket      | 90–77 | 62–69 | —      | 90–71  | 90–71 | 77–70 |
| UU-Korihait       | 78–66 | 90–81 | 89–72  | —      | 94–91 | 83–74 |
| BC Nokia          | 77–85 | 97–88 | 92–83  | 75–86  | —     | 91–87 |
| Salon Vilpas      | 78–88 | 81–78 | 81–77  | 76–69  | 82–72 | —     |

## Grupo Inferior

### Clasificación
|                                              | Equipo        | Pts | J  | G  | P  | PF   | PC   | DP   |
| -------------------------------------------- | ------------- | --- | -- | -- | -- | ---- | ---- | ---- |
| 7                                            | Kouvot        | 40  | 32 | 20 | 12 | 2812 | 2653 | 159  |
| 8                                            | Kobrat        | 28  | 32 | 14 | 18 | 2600 | 2627 | -27  |
| 9                                            | KTP           | 26  | 32 | 13 | 19 | 2723 | 2860 | -137 |
| 10                                           | Pyrintö       | 24  | 32 | 12 | 20 | 2671 | 2783 | -112 |
| 11                                           | Bisons Loimaa | 20  | 32 | 10 | 22 | 2670 | 2844 | -174 |
| 12                                           | Lahti         | 16  | 32 | 8  | 24 | 2745 | 3141 | -396 |
| Fuente: Korisliiga; actualización automática |               |     |    |    |    |      |      |      |

### Resultados
| Local \ Visitante | BIS   | KOU    | KOB   | KTP     | LAH    | PYR     |
| ----------------- | ----- | ------ | ----- | ------- | ------ | ------- |
| Bisons Loimaa     | —     | 87–101 | 84–89 | 91–76   | 98–92  | 100–95  |
| Kouvot Basket     | 74–65 | —      | 78–76 | 89–72   | 88–68  | 76–55   |
| Kobrat            | 83–85 | 64–81  | —     | 83–74   | 78–83  | 91–96   |
| KTP-Basket        | 84–76 | 84–78  | 80–82 | —       | 87–107 | 114–106 |
| Lahti             | 64–82 | 82–75  | 77–89 | 115–102 | —      | 90–104  |
| Pyrintö           | 73–88 | 71–73  | 97–84 | 97–104  | 92–68  | —       |

## Playoffs
Los cuartos de final y las semifinales se jugaron al mejor de tres, formato 1–1–1 con un nuevo sorteo en las semifinales. Las finales se jugaron en un formato de playoffs al mejor de siete.

### Cuadro final
|  | Cuartos de final | Cuartos de final  | Cuartos de final |                 |   | Semifinales       | Semifinales | Semifinales |   |                 | Finales           | Finales         | Finales |  |
|  |                  |                   |                  |                 |   |                   |             |             |   |                 |                   |                 |         |  |
|  |                  |                   |                  |                 |   |                   |             |             |   |                 |                   |                 |         |  |
|  | 1                | Helsinki Seagulls | 3                |                 |   |                   |             |             |   |                 |                   |                 |         |  |
|  | 1                | Helsinki Seagulls | 3                |                 |   |                   |             |             |   |                 |                   |                 |         |  |
|  | 8                | Kobrat            | 0                |                 |   |                   |             |             |   |                 |                   |                 |         |  |
|  | 8                | Kobrat            | 0                |                 | 1 | Helsinki Seagulls | 4           |             |   |                 |                   |                 |         |  |
|  |                  |                   |                  |                 | 1 | Helsinki Seagulls | 4           |             |   |                 |                   |                 |         |  |
|  |                  |                   | 5                | Kauhajoen Karhu | 3 |                   |             |             |   |                 |                   |                 |         |  |
|  | 4                | Salon Vilpas      | 5                | Kauhajoen Karhu | 3 | 1                 |             |             |   |                 |                   |                 |         |  |
|  | 4                | Salon Vilpas      |                  |                 |   |                   |             |             |   |                 |                   |                 |         |  |
|  | 5                | Kauhajoen Karhu   | 3                |                 |   |                   |             |             |   |                 |                   |                 |         |  |
|  | 5                | Kauhajoen Karhu   | 3                |                 |   |                   |             |             |   | 1               | Helsinki Seagulls | 3               |         |  |
|  |                  |                   |                  |                 |   |                   |             |             |   | 1               | Helsinki Seagulls | 3               |         |  |
|  |                  |                   | 2                | BC Nokia        | 4 |                   |             |             |   |                 |                   |                 |         |  |
|  | 2                | BC Nokia          | 2                | BC Nokia        | 4 | 3                 |             |             |   |                 |                   |                 |         |  |
|  | 2                | BC Nokia          |                  |                 |   |                   |             |             |   |                 |                   |                 |         |  |
|  | 7                | Kouvot Basket     | 0                |                 |   |                   |             |             |   |                 |                   |                 |         |  |
|  | 7                | Kouvot Basket     | 0                |                 | 2 | BC Nokia          | 4           |             |   | Tercer puesto   | Tercer puesto     | Tercer puesto   |         |  |
|  |                  |                   |                  |                 | 2 | BC Nokia          | 4           |             |   | Tercer puesto   | Tercer puesto     | Tercer puesto   |         |  |
|  |                  |                   | 6                | Joensuun Kataja | 3 |                   |             |             |   |                 |                   |                 |         |  |
|  | 3                | UU-Korihait       | 6                | Joensuun Kataja | 3 | 1                 |             |             | 5 | Kauhajoen Karhu | 97                |                 |         |  |
|  | 3                | UU-Korihait       |                  |                 |   |                   |             |             | 5 | Kauhajoen Karhu | 97                |                 |         |  |
|  | 6                | Joensuun Kataja   | 3                |                 |   |                   |             |             |   |                 | 6                 | Joensuun Kataja | 73      |  |
|  | 6                | Joensuun Kataja   | 3                |                 |   |                   |             |             |   |                 | 6                 | Joensuun Kataja | 73      |  |
|  |                  |                   |                  |                 |   |                   |             |             |   |                 |                   |                 |         |  |